# Muški spolni sustav
Muški spolni sustav je sustav organa koji je smješten u zdjelici i izvan nje, a služi za razmnožavanje. 
Muški spolni sustav čine sljedeći organi:
- sjemenik (lat. testis) – broj 17 na slici,
- pasjemenik (lat. epididymis) – broj 16 na slici
- sjemenovod (lat. ductus deferens) – broj 15 na slici
- sjemeni mjehurići (lat. vesiculae seminales) – broj 10 na slici
- mlaznični vod (lat. ductus ejaculatorius) – broj 11 na slici
- predstojna žlijezda (lat. prostata) – broj 12 na slici
- bulbouretralne žlijezde (lat. glandulae bulbo-urethrales, gomoljno-cijevne žlijezde) – broj 13 na slici
- muški spolni ud (lat. penis) – broj 3 na slici; 4 – corpus cavernosa penis, 5 – glans penis, 6 – preputium

Sjemenici, pasjemenici, sjemenovodi, sjemenski mjehurići, mlaznični vodovi i bulbouretralne žlijezde su parni organi. Dijelovi spolnog sustava su i mokraćna cijev (koja je i dio mokraćnog sustava) i mošnja (broj 18 na slici).

## Razvoj
Razvoj spolnih organa u čovjeka ovisi o nasljednoj osnovi. Spolni kromosomi određuju spol zametka.  Ženski zametak ima kariotip 46,XX, a muški zametak kariotip 46,XY. Prisustvo Y kromosoma, tj. određujućeg čimbenika sjemenika (engl. testis determinating factor, TDF) koji je proizvod transkripcije gena iz posebne regije Y-kromosoma (engl. SYR – Sex-determining Region Y), određuje da će se spolne žlijezde zametka razviti u sjemenike. Ako nema određujućeg čimbenika sjemenika, spolne žlijezde se razvijaju u jajnike. Postoje i slučajevi kada se SYR regija Y kromosoma, kromosomskom translacijom prenese u stanice koje imaju kariotip 46,XX ili slučajevi kada stanice kariotipa 46, XY izgube svoju SYR regiju ili ona mutacijom postane neaktivna. Tada dolazi do poremećaja razvoja spola u odnosu prema kariotipu.  Sjemenici se razvijaju iz prabubrega i u početku su smješteni retroperitonealno. U zadnja dva mjeseca intrauterinog života dolazi do spuštanja sjemenika (lat. descensus testis) kroz ingvinalni kanal u kožnu vreću mošnje. 

## Unutarnji spolni organi

### Sjemenici ili testisi
Sjemenik je parna muška spolna žlijezda. Oba testisa su smještena u kožnoj vrećici koja se naziva mošnja. Sjemenik se sastoji od vezivnog tkiva i sustava kanalića koji sadrže zametne epitelne stanice iz kojih se u spermatogenezi razvijaju spermiji te Leydigove stanice koje izlučuju muške spolne hormone. Opskrbljen je žilama i živcima. Za spermatogenezu su važni muški spolni hormoni, osobito testosteron, kojeg sjemenici ne izlučuju do puberteta. Spermiji se kroz ravne izvodne kanaliće izlijevaju u dosjemenik.  

### Pasjemenici
Pasjemenik nastaje združivanjem odvodnih vodova koji izlaze iz sjemenika i nastavlja se kao jedna kanal u sjemenovod. Kanal pasjemenika dug je 3–4 metra, ali je ispresavijan tako da čini malu tvorbu uz gornji pol sjemenika. U njemu se pohranjuje dio zrelih spermija koji pri snošaju prolaze sjemenovodom i prostatom prema izlazištu mokraćne cijevi. 

### Sjemenovodi
Sjemenovodi se nastavljaju na pasjemenike, izlaze iz mošnje, zajedno s krvnim i limfnim žilama čine sjemensku vrpcu (lat. funiculus spermaticus) sve do spajanja s izvodnim kanalićima sjemenih mjehurića, od kuda počinje mlaznični vod. Sjemenovod je dug oko 50 cm.

### Sjemenski mjehurići
Sjemenski mjehurići su žlijezde koje izlučuju svoj sekret kroz izvodne kanale, koji se sa sjemenovodima spajaju i čine mlaznične vodove. 

### Mlaznični vod
Mlaznični vod je kratki vod koji nastaje spajanjem izvodnih kanala sjemenih mjehurića i sjemenovod, i vodi sve do ušća u mokraćnu cijev, u predstojnoj žlijezdi. Razlikujemo desni i lijevi mlaznični vod.    

### Gomoljno–cijevne žlijezde
Gomoljno–cijevne žlijezde (Cowperove žlijezde) su žlijezde veličine graška, koje izlučuju lužnatu izlučevinu koja poništava kiselost mokraće neposredno prije izbacivanja sjemena.

### Predstojna žlijezda ili prostata
Žlijezda izgleda kestena, a sastoji se od 30–50 razgranjenih tubuloalveolarnih žlijezda, njihovih odvodnih kanala koji se otvaraju u mokraćnu cijev, vezivnog tkiva i glatkih mišićnih niti. Prostata luči lužnate sekrete koji neutraliziraju kiselu reakciju koja se pojavljuje u spermijima. Ti sekreti su smješteni uz mokraćnu cijev i miješaju se sa spermijima u tijeku izbacivanja iz tijela i tako tvore spermu. Ti sekreti sadržavaju šećer fruktozu, neke aminokiseline i enzime i tako prehranjuje spermije. 

## Vanjski spolni organi

### Penis
Penis je muški kopulacijski organ. On je mišićno, spužvasto i cjevasto tijelo dobro opremljeno krvnim žilama i živcima. Sastoji se od Copwerove žlijezde, otvora Copwerove žlijezde, mokraćne cijevi, kavernoznog i spužvastog tijela, arterije, glavića penisa i otvora mokraćne cijevi.

### Mošnja (lat. scrotum)
Mošnja je kožna vreća smještena među bedrima, čiji su glavni sadržaj sjemenici i pasjemenici. 

## Sjeme, sperma
Sperma se sastoji od spermija i izlučevina iz žlijezda muškog spolnog sustava. Te izlučevine su iz pasjemenika, sjemenovoda (ampularnog dijela), sjemenskih mjehurića, prostate i bulbouretralnih žlijezda. U spermi se nalazi i mali broj leukocita, i limfocita.
Izlučevine bulbouretralnih žlijezda imaju ulogu zaglađivanja površine mokraćne cijevi, neutralizaciju kiselosti rodnice i izlučuju se pri ukrućivanju (erekcija) spolnog uda, dok se ostali sekreti izlučuju redom jedan iza drugoga. 